# Lauren Storm
Lauren Storm (Chicago, 2 de janeiro de 1987) é uma atriz estadunidense. 
Começou a carreira como atriz coadjuvante em Grounded for Life e outras série de televisão, como Boston Public e Malcolm in the Middle. Entre 2005 e 2007 integrou o elenco da série de televisão para público juvenil Resgate Vôo 29, uma produção da Discovery Kids.

## Carreira

### Televisão
- Boston Public … Donna Stuart (2001)
- Malcolm in the Middle … Laurie (2002)
- 24 … Jenna (2003)
- Joan of Arcadia … Lori (2004)
- CSI: Miami … Cameron Williams
- 7th Heaven … Christina (2004)
- Still Standing … Kaitlin (2004-2006)
- Flight 29 Down … Taylor Hagan (2005-2007)

### Cinema
- Mrs. Harris (filme para a TV) … estudante (2005)
- Together Again for the First Time … Chinelle Frobisher (2007)
- The Game Plan (2007)
- The Iner Circle (2007)
- The Jerk Theory (2008)
- I Love You, Beth Cooper (2009)